# Мельничук Валентин Васильович
Валенти́н Васи́льович Мельничу́к (26 жовтня 1947) — український політик.

## Життєпис
Народився 26 жовтня 1947 року в м. Бердичів, Житомирська область.
Після закінчення ПТУ-4 (місто Бердичів) — електромонтер, заводу «Прогрес»; інженер ВНДІМІВ, місто Чернігів. Служив в армії. Навчався в інституті.
12.1972-1976 роки — інженер-енергетик, головний інженер овочесушильного заводу, місто Чернігів.
З 06.1979 року — гол. інженер, з 05.1983 року — директор, Чернігів. пивобезалкогольне об'єднання «Десна».
З 10.1990 року — голова Чернігівської міської ради, з 01.1991 року — також голова міського виконавчого комітету.
23 березня 1992 — 9 лютого 1995  року — Представник Президента України в Чернігівській області.
1995 рік — начальник Управління у справах захисту споживачів.
11.1995 - 2002 роки — генеральний директор ЗАТ "Чернігівський пиво-комбінат «Десна».
У 2002 році обраний депутатом Верховної Ради України.
26 грудня 2002 — 21 січня 2005 роки — голова Чернігівської обласної державної адміністрації.
2006—2010 роки — доцент кафедри менеджменту і управління Чернігівського державного інституту економіки і управління.
2015—2020 роки — перший заступник голови Чернігівської обласної ради.

## Освіта
Чернігівська філія Київського політехнічного інституту (1971), інженер-механік; Академія народного господарства при Раді Міністрів УРСР (1988); Міжрегіональна академія управління персоналом (1999); дисертація «Ефективність інфраструктурних перетворень підприємства в умовах становлення ринкових відносин (на прикладі пивоварної промисловості)». Член-кореспондент Української академії наук національного прогресу (1998).
Був членом СДПУ(О) (з 2001); секретар Чернігівського обкому СДПУ(О) (з 09.2001); член Політради СДПУ(О) (з 09.2001); член Політбюра СДПУ(О) (з 03.2003).

## Нагороди
- «Золотий ягуар»
- Орден «За заслуги» III ступеня (10.1997)[5]
- Орден «За заслуги» II ступеня (12.2000)[6]
- Орден «За заслуги» I ступеня (11.2002)[7]
- Орден Ярослава Мудрого V ступеня.

Державний службовець 1-го рангу (04.1994).